# Bradysia dalmatina
Bradysia dalmatina är en tvåvingeart som först beskrevs av Franz Lengersdorf 1937.  Bradysia dalmatina ingår i släktet Bradysia och familjen sorgmyggor.
Artens utbredningsområde är Kroatien. Inga underarter finns listade i Catalogue of Life.